# Páramo de Masa

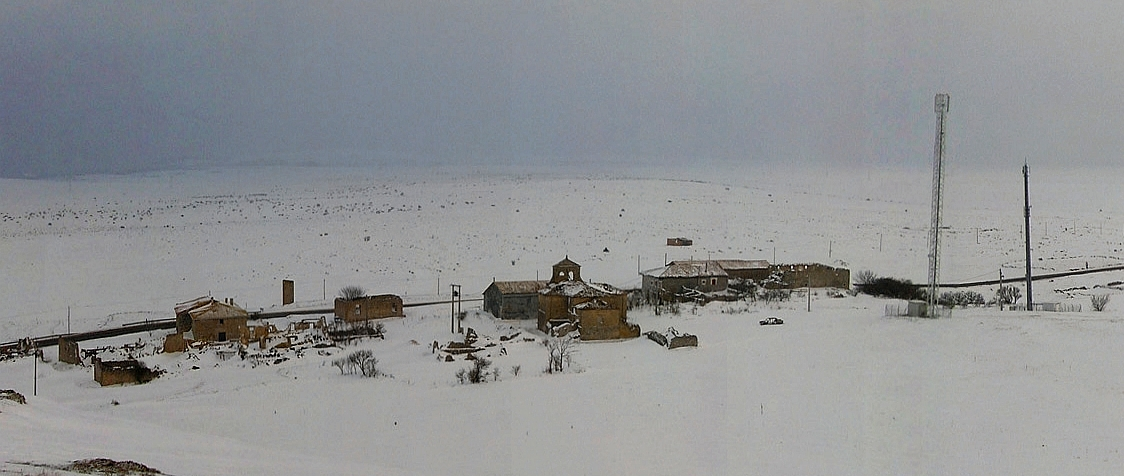
Villalta, páramo de Masa

El páramo de Masa es un área natural de la provincia de Burgos, en la comunidad autónoma de Castilla y León (España). Situado en las comarcas de Alfoz de Burgos y de Páramos, está comprendido por los municipios de Merindad de Río Ubierna, Los Altos, Valle de Sedano y Tubilla del Agua (valle del Rudrón).

## Geología
Formado por unas largas y anchas estructuras, erosionadas a nivel de las calizas del Cretácico, que apenas tienen suelo donde pueda arraigar la vegetación.

## Paisaje

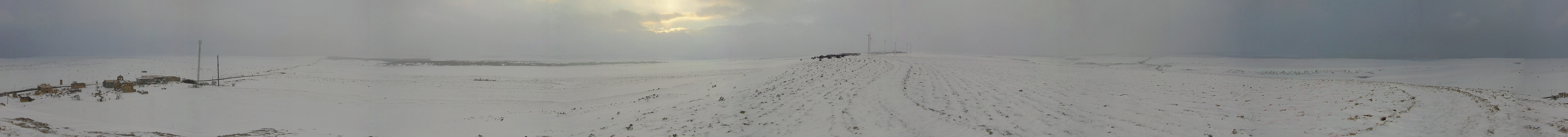
Villalta, páramo de Masa.

Con una altitud superior a los 1.000 metros, en Villalta son 1.130, y sometido además a la acción del viento y el frío, presenta un aspecto desolado, con grandes extensiones cubiertas exclusivamente de brezo rubio, brecina, gayuba y tomillo.

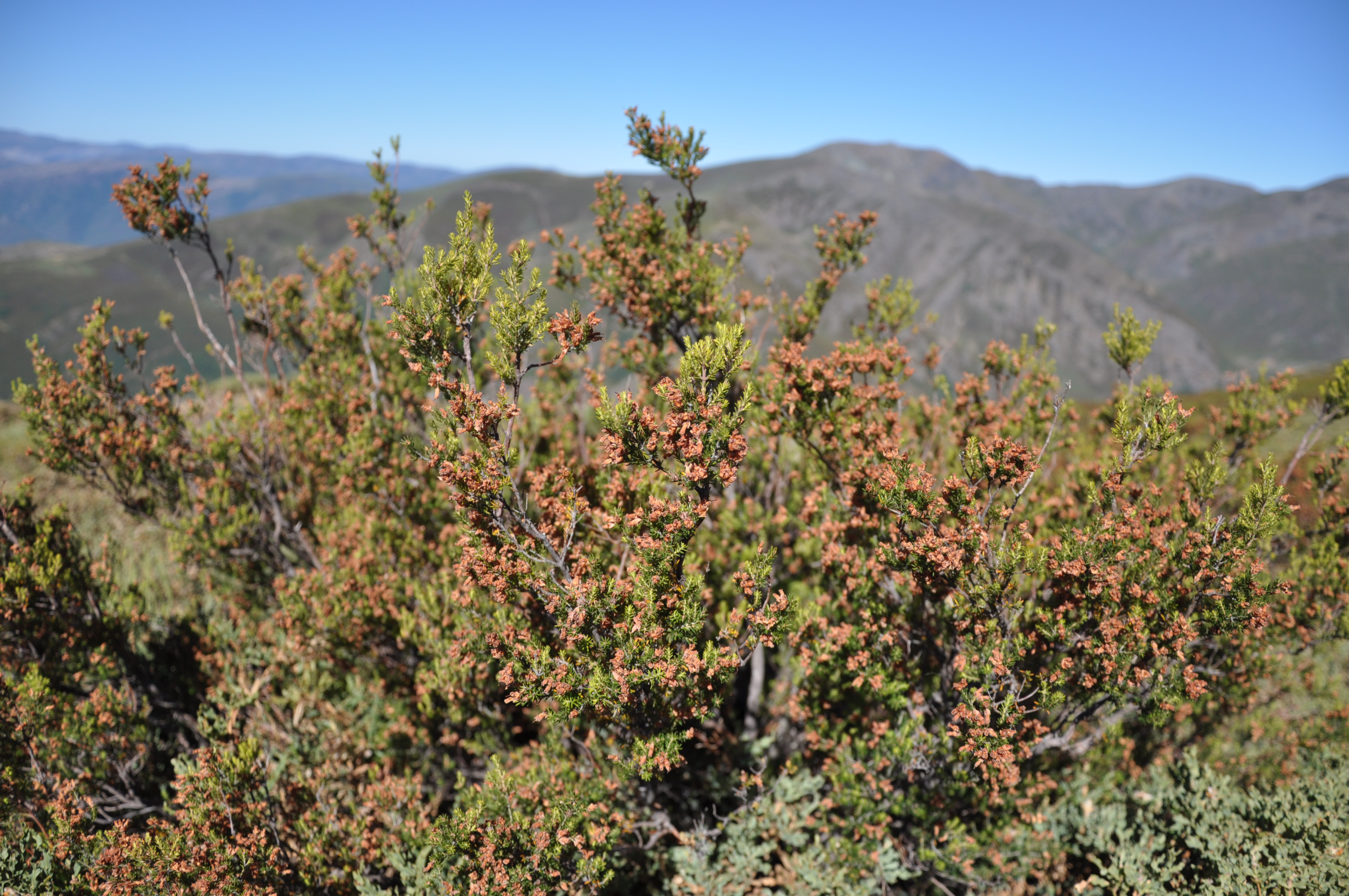
Brezo rubio
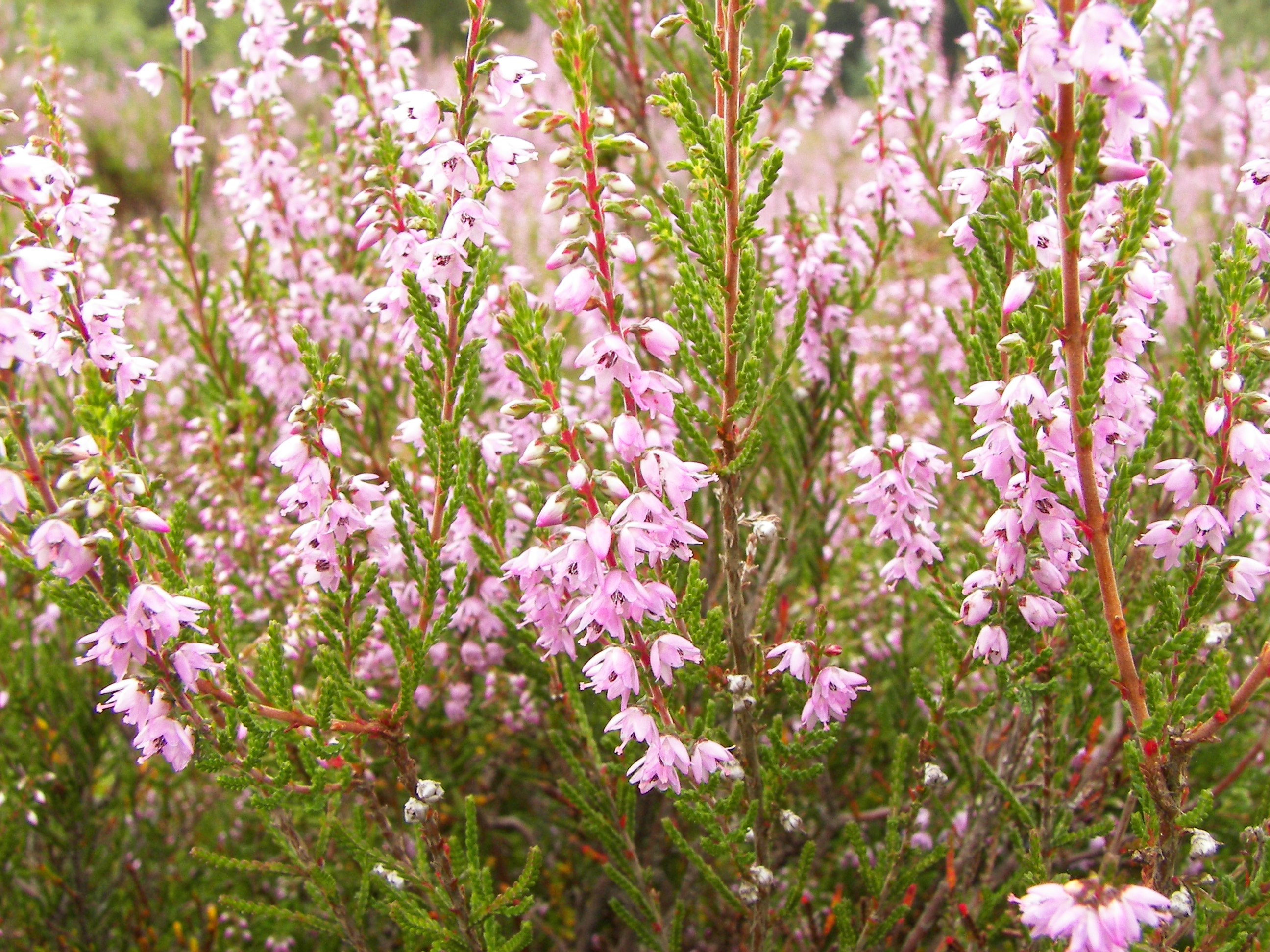
Brecina
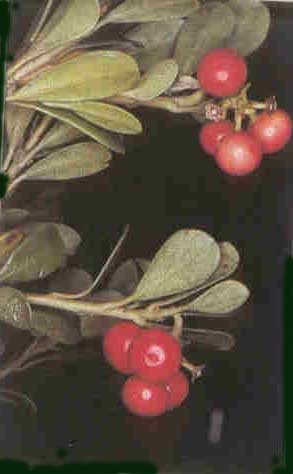
Gayuba
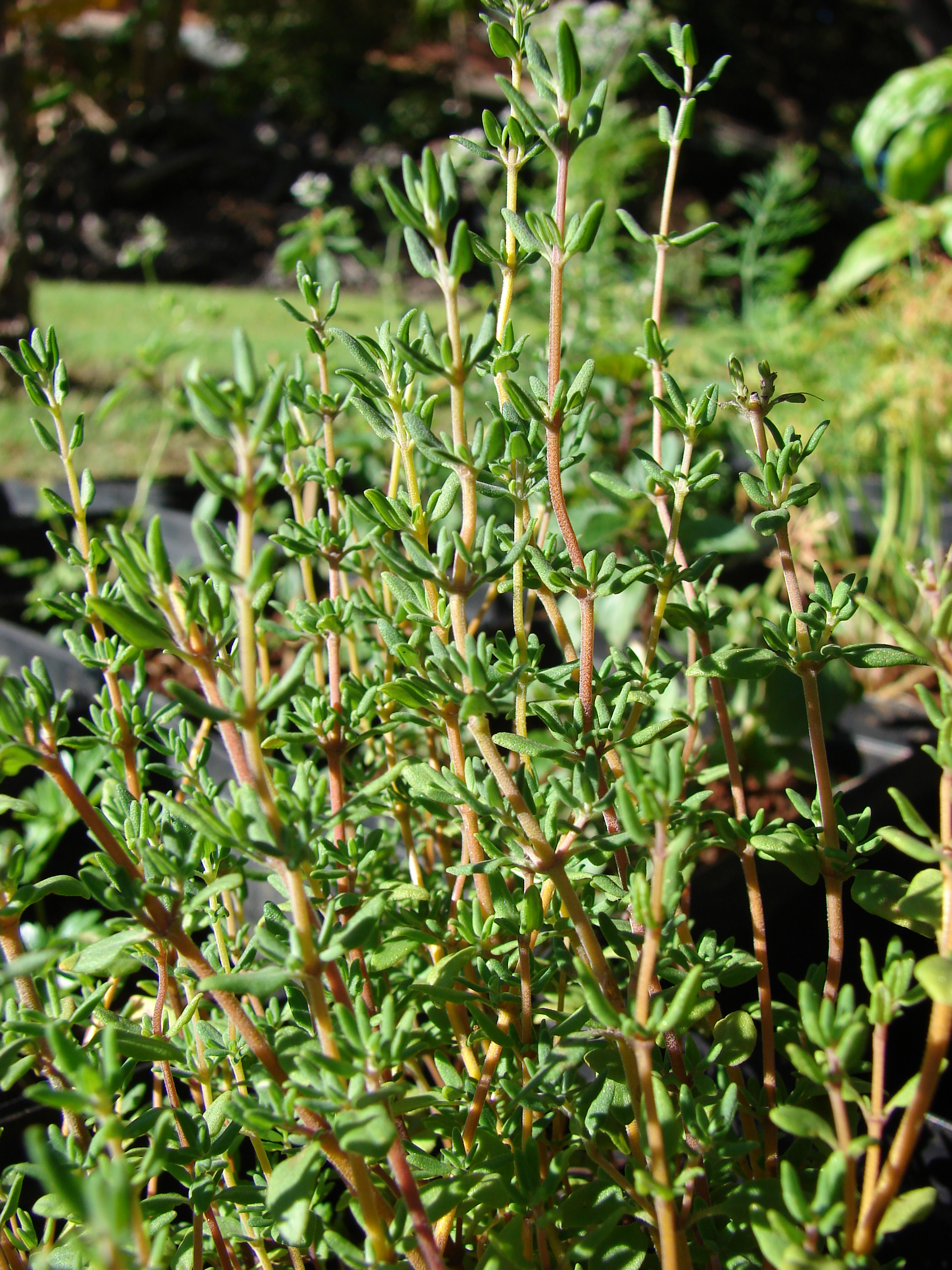
Tomillo

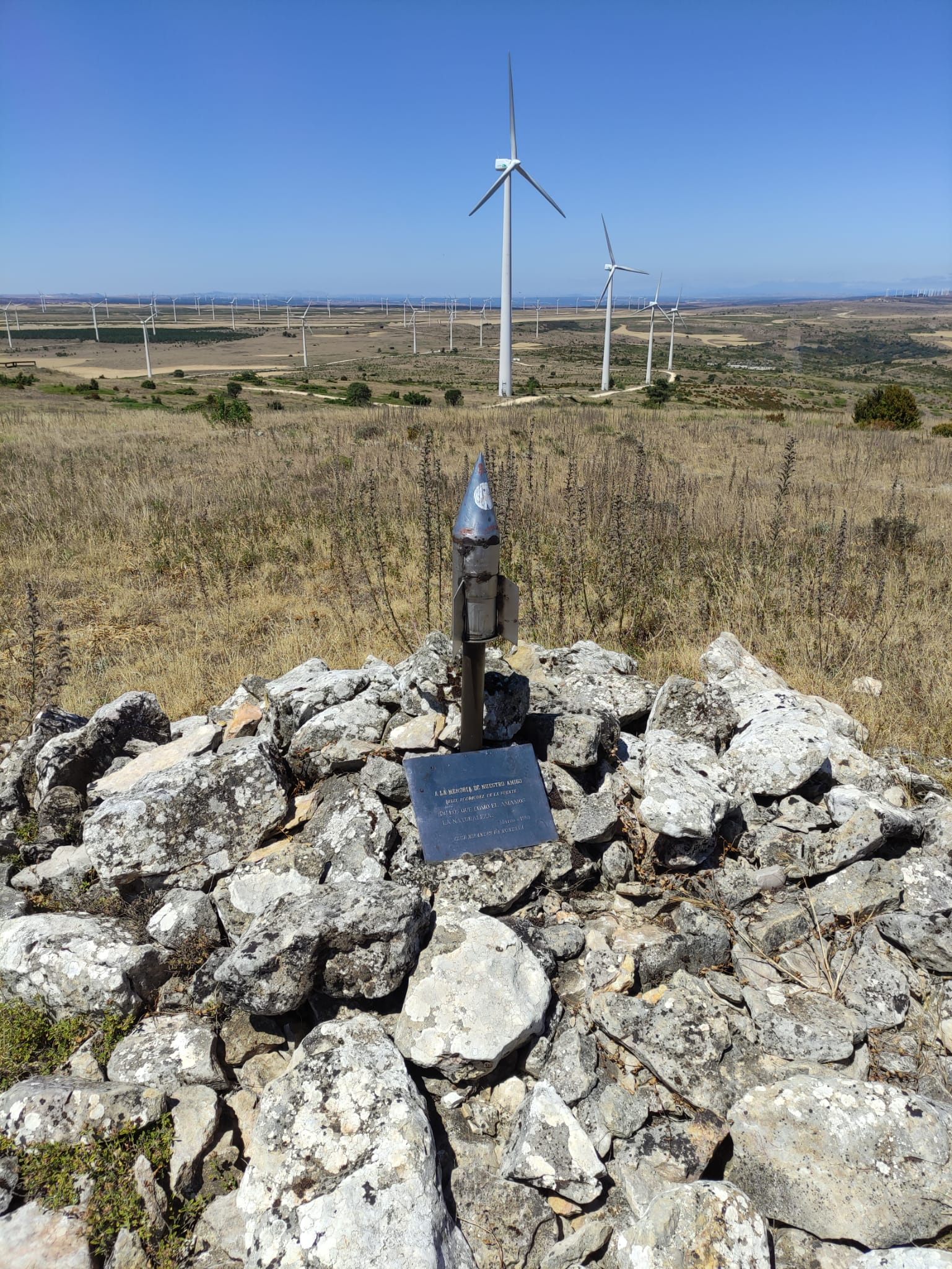
Altoteiro en el páramo de Masa (1175 m.)

El buzón de Altoteiro, (también llamado Alto Teixo o La Mojoya) está situado a 1175 metros en el páramo de Masa. Fue colocado en marzo de 1980 por el Club Mirandés de Montaña a la memoria de su amigo Félix Rodríguez de la Fuente. Hay definida una ruta pedestre para subir andando desde Poza de la Sal hasta Altoteiro.

## Acuíferos
En algunos puntos se ha hundido el suelo rocoso y han aflorado a la superficie las aguas de unos extensos acuíferos subterráneos.
Afloran en las laderas del páramo, a veces con gran aporte de agua como sucede en los límites de Tubilla del Agua en el Valle del Rudrón, con surgencias como La Calderona, La Fuentona o el Churrón,

## Lagunas de origen kárstico
Las más importantes son: Pola Vieja, Venta Parra y Cernégula.

## Fauna
Hábitat ideal para aves esteparias: curruca tomillera, calandria, terrea común, sisón y alcaraván.

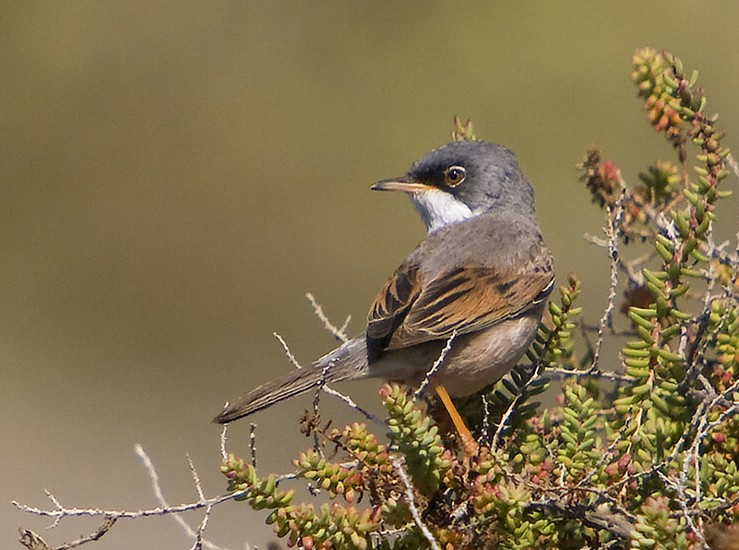
Curruca tomillera
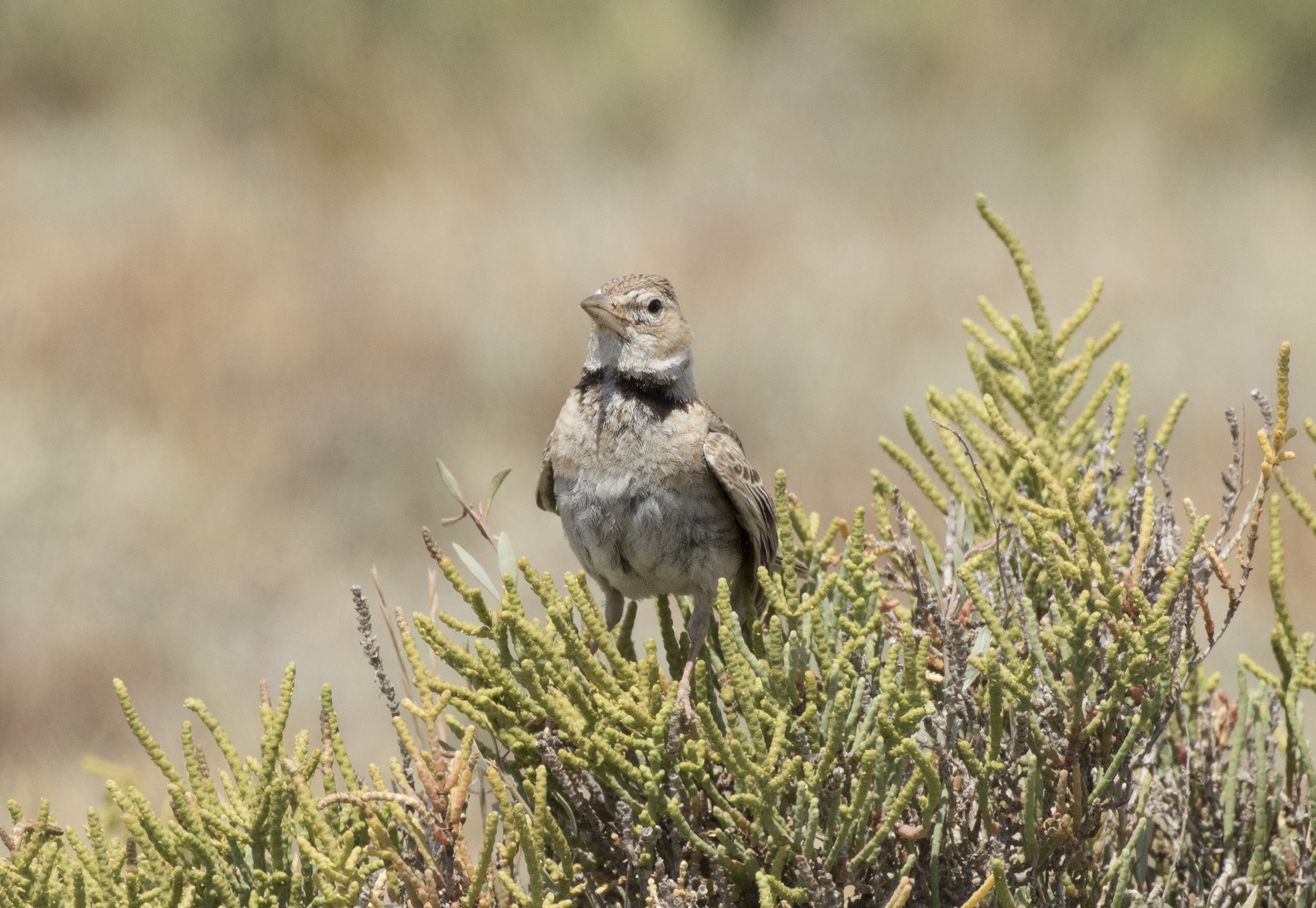
Calandria
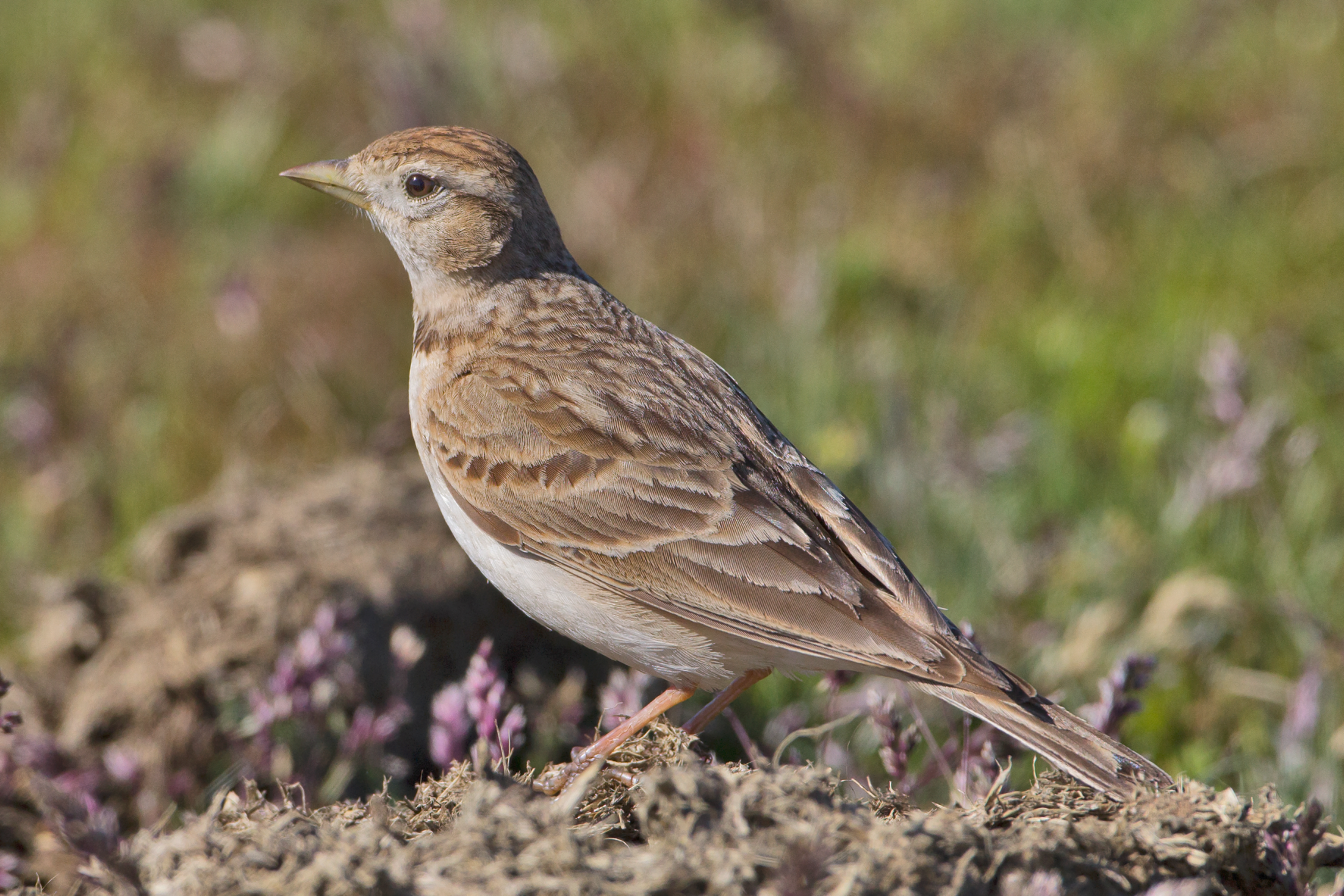
Terrea común.
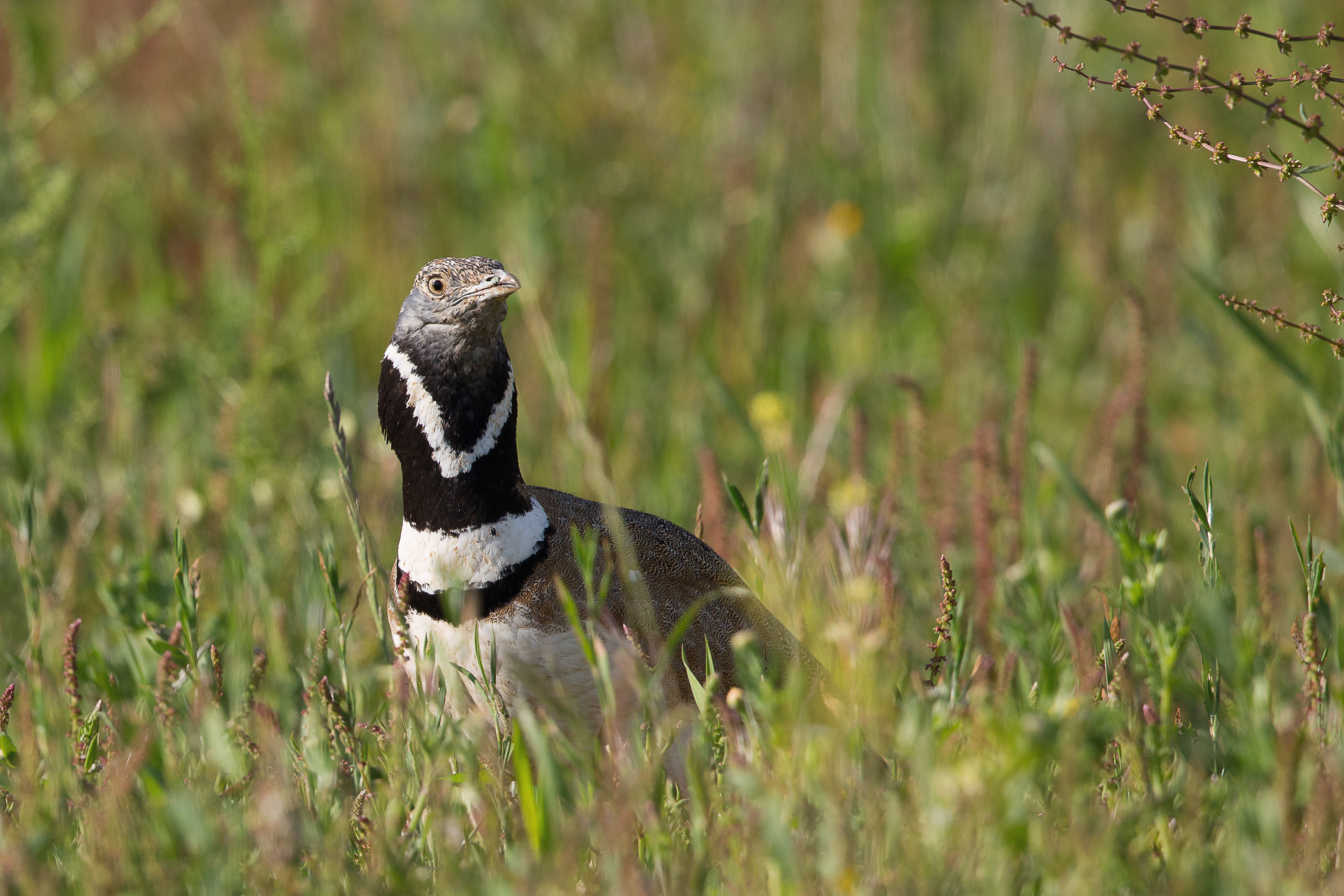
Sisón macho
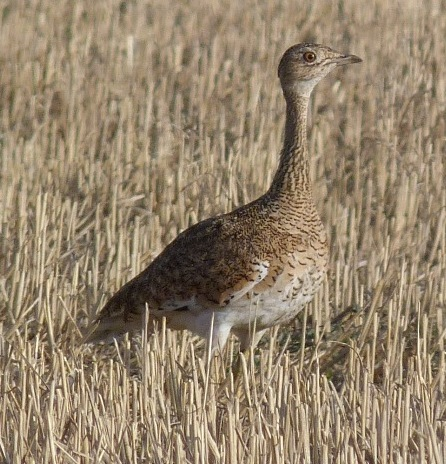
Sisón hembra
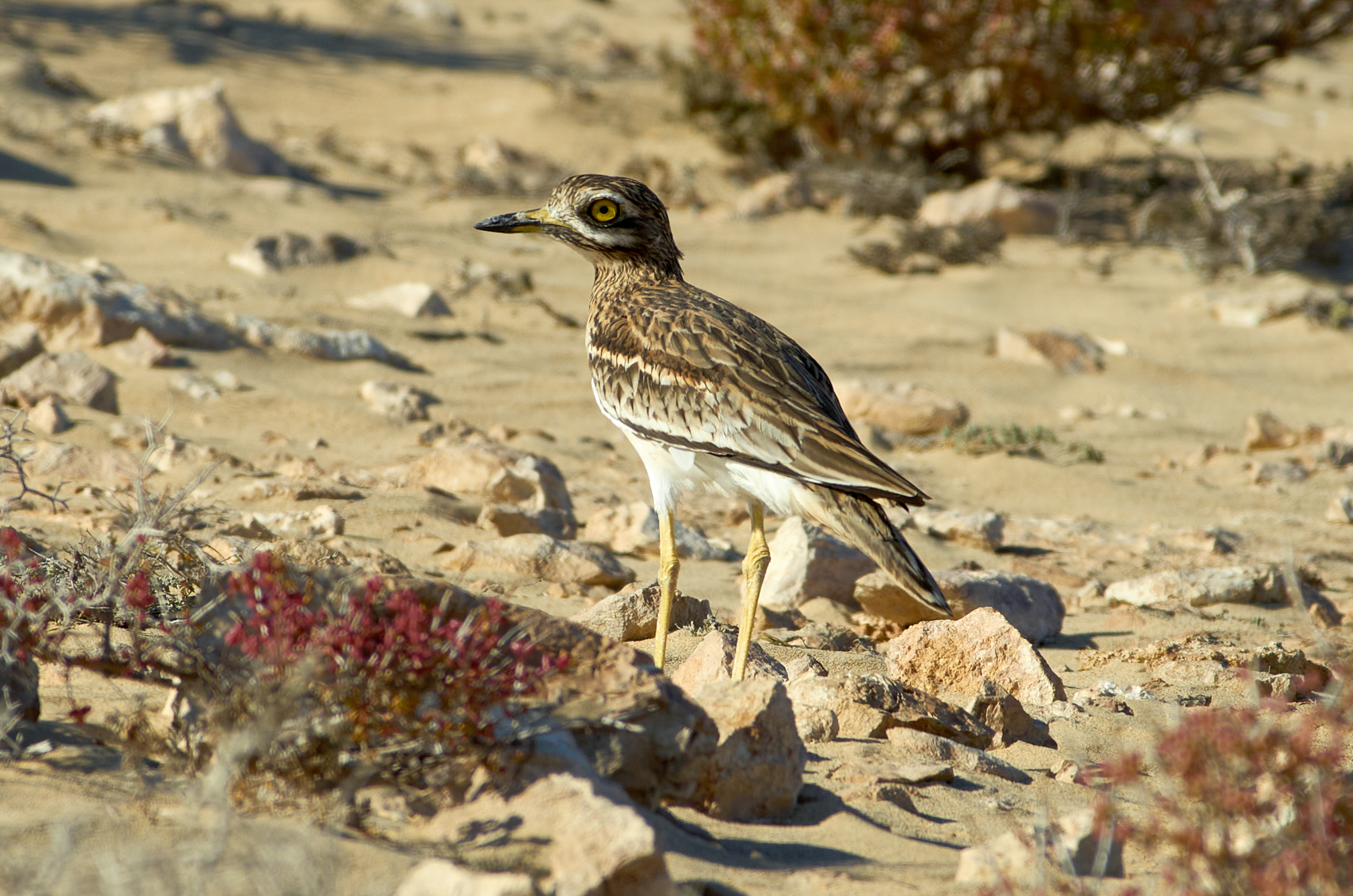
Alcaraván.

También se localizan algunos ejemplares de las escasas alondras de Dupont, avutarda y aguilucho cenizo.

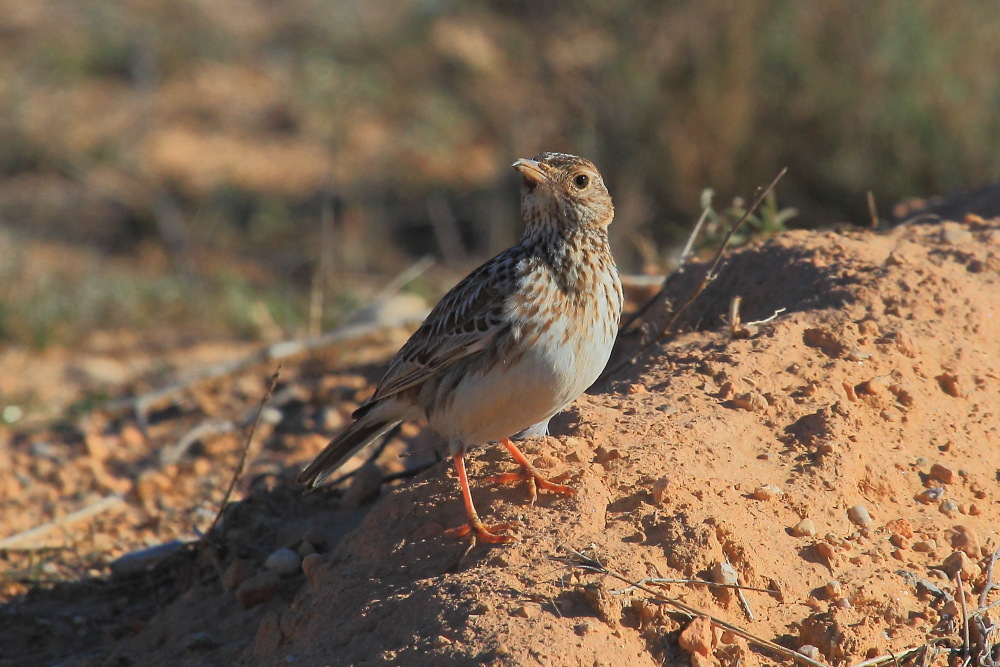
Alondra de Dupont
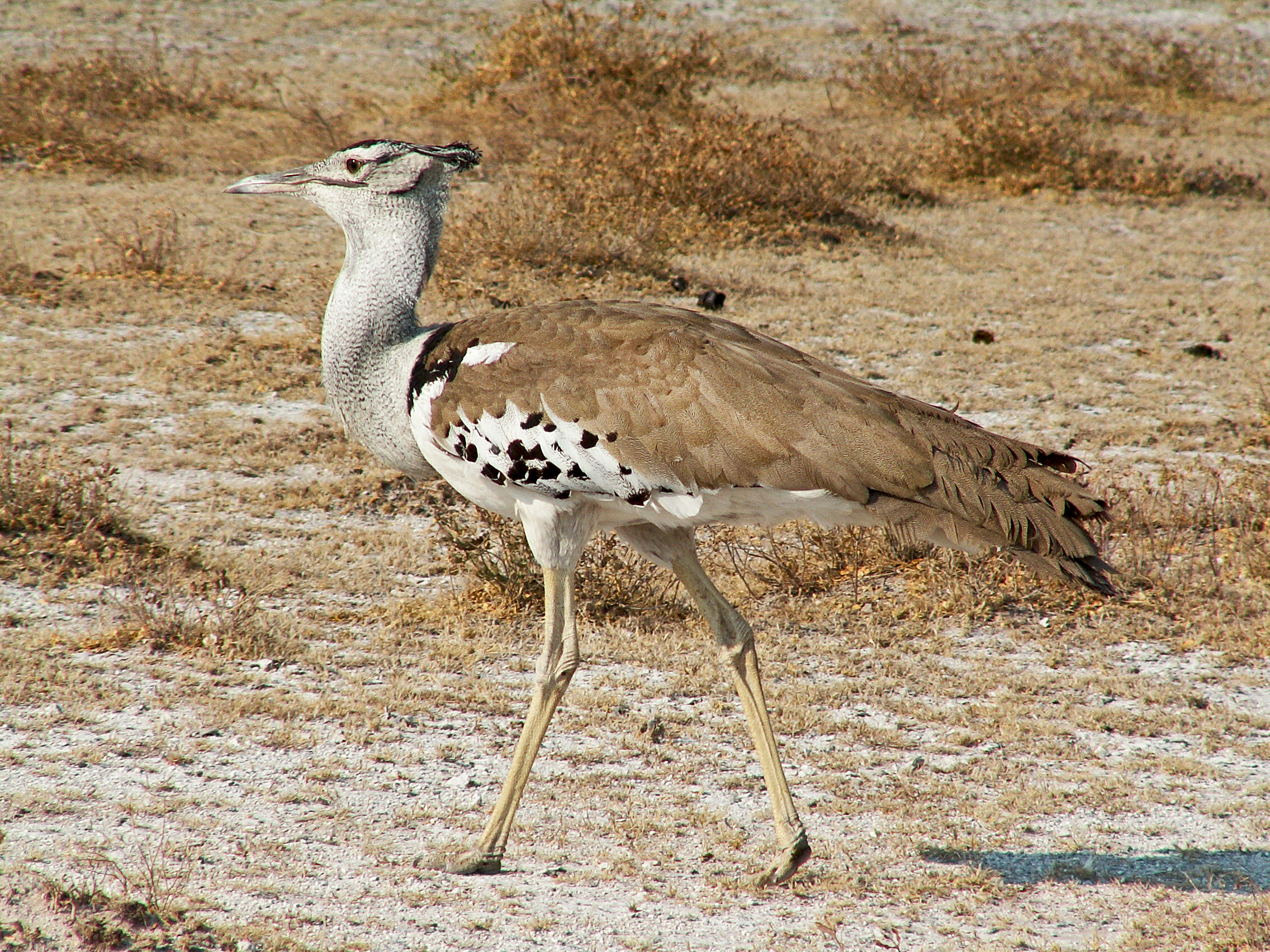
Avutarda
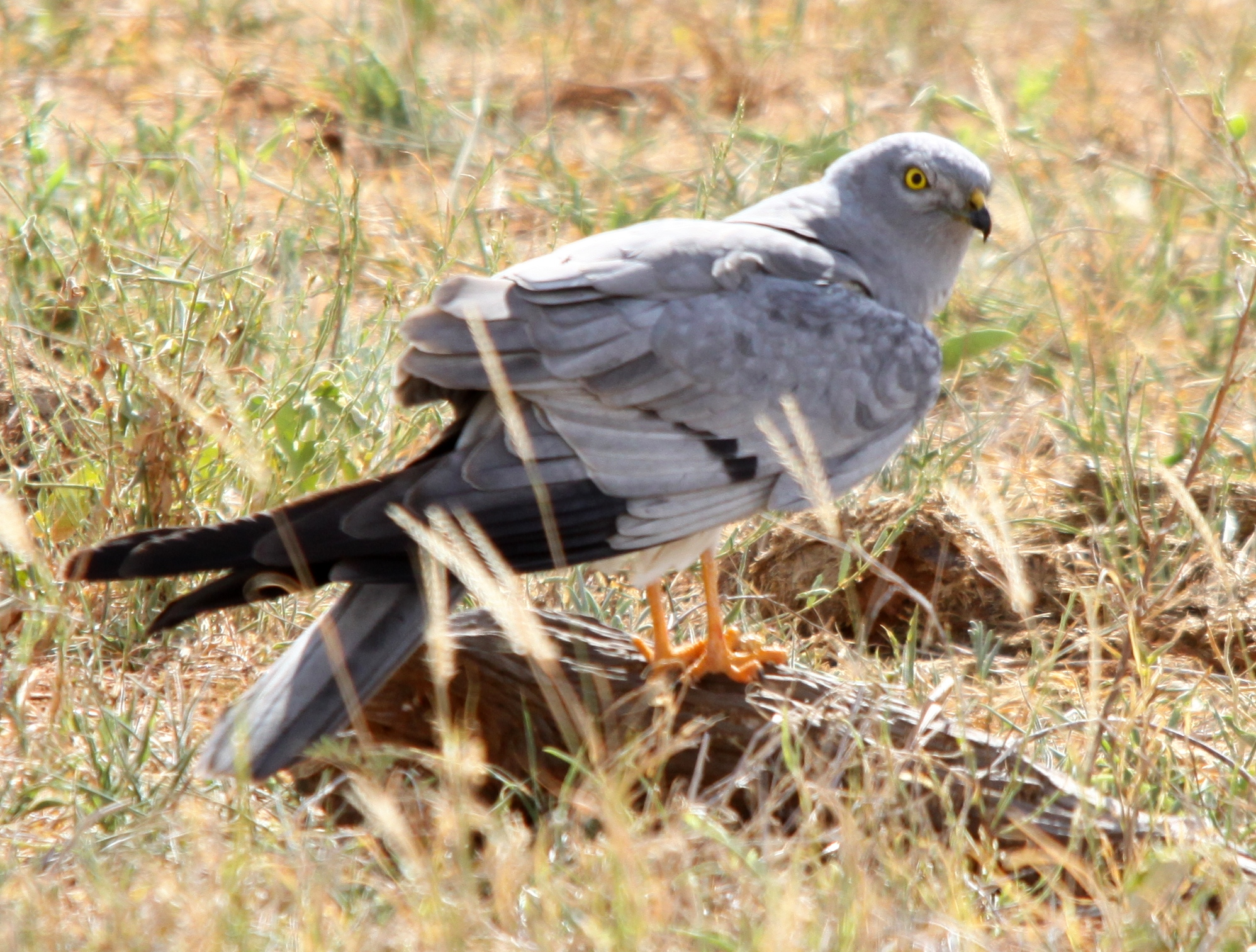
Aguilucho cenizo

## Fábrica de explosivos
En Quintanilla-Sobresierra se encuentra la fábrica de explosivos de páramo de Masa, propiedad de la empresa Explosivos de Burgos (EDB)  (enlace roto disponible en Internet Archive; véase el historial, la primera versión y la última)., que pertenece al Grupo EXPAL (Explosivos Alaveses, S. A), la cual a su vez forma parte de Unión Española de Explosivos, propiedad del Grupo Pallas Investment, formado por Swiss Bank, AGF, Credit Lyonaiss y Elf Aquitaine.

## Acceso
Desde Cernégula, Quintanaloma, Villalta y Poza de la Sal.